# 马妮拉·弗拉米尼
马妮拉·弗拉米尼（義大利語：Manila Flamini，1987年9月18日—），意大利女子花样游泳运动员，2015年世界游泳锦标赛混合双人技术自选铜牌得主、2017年世界游泳锦标赛混合双人技术自选金牌得主、2019年世界游泳锦标赛混合双人技术自选和自由自选银牌得主。